# کلیر استون
کلیر استون (انگلیسی: Clare Stone؛ زادهٔ ۱۹۹۲ میلادی) بازیگر پیشین اهل کانادا است. او از بازیگری بازنشسته شده و اکنون به عنوان پرستار روان‌پزشکی و پژوهشگر فعالیت می‌کند.
از فیلم‌ها یا مجموعه‌های تلویزیونی که وی در آن‌ها نقش داشته است، می‌توان به گل‌های سرخ وحشی، آقای نوبادی، مرز جنون و موهبت الهی اشاره نمود.